# Brattebotnen
Der Brattebotnen (norwegisch sinngemäß für Steilwandiger Kessel) ist ein steilwandiger Bergkessel im ostantarktischen Königin-Maud-Land. In der Orvinfjella liegt er an der Westwand der Dallmannberge.
Teilnehmer der Dritten Norwegischen Antarktisexpedition (1956–1960) kartierten ihn anhand von Luftaufnahmen und gaben ihm seinen deskriptiven Namen.